# Ethel Léontine Gabain
Ethel Léontine Gabain, posteriormente Ethel Copley (Le Havre, 26 de março de 1883 — Londres, 30 de janeiro de 1950), foi uma artista franco-inglesa. Gabain foi uma renomada pintora e litógrafa e uma dos membros fundadores do Clube Senefelder. Embora fosse conhecida por seus retratos a óleo de atrizes, Gabain foi uma das poucas artistas de seu tempo capaz de sobreviver da venda de suas litografias. Ela também fez gravuras, pontas-secas, bem como alguns pôsteres.

## Biografia

### Início de vida

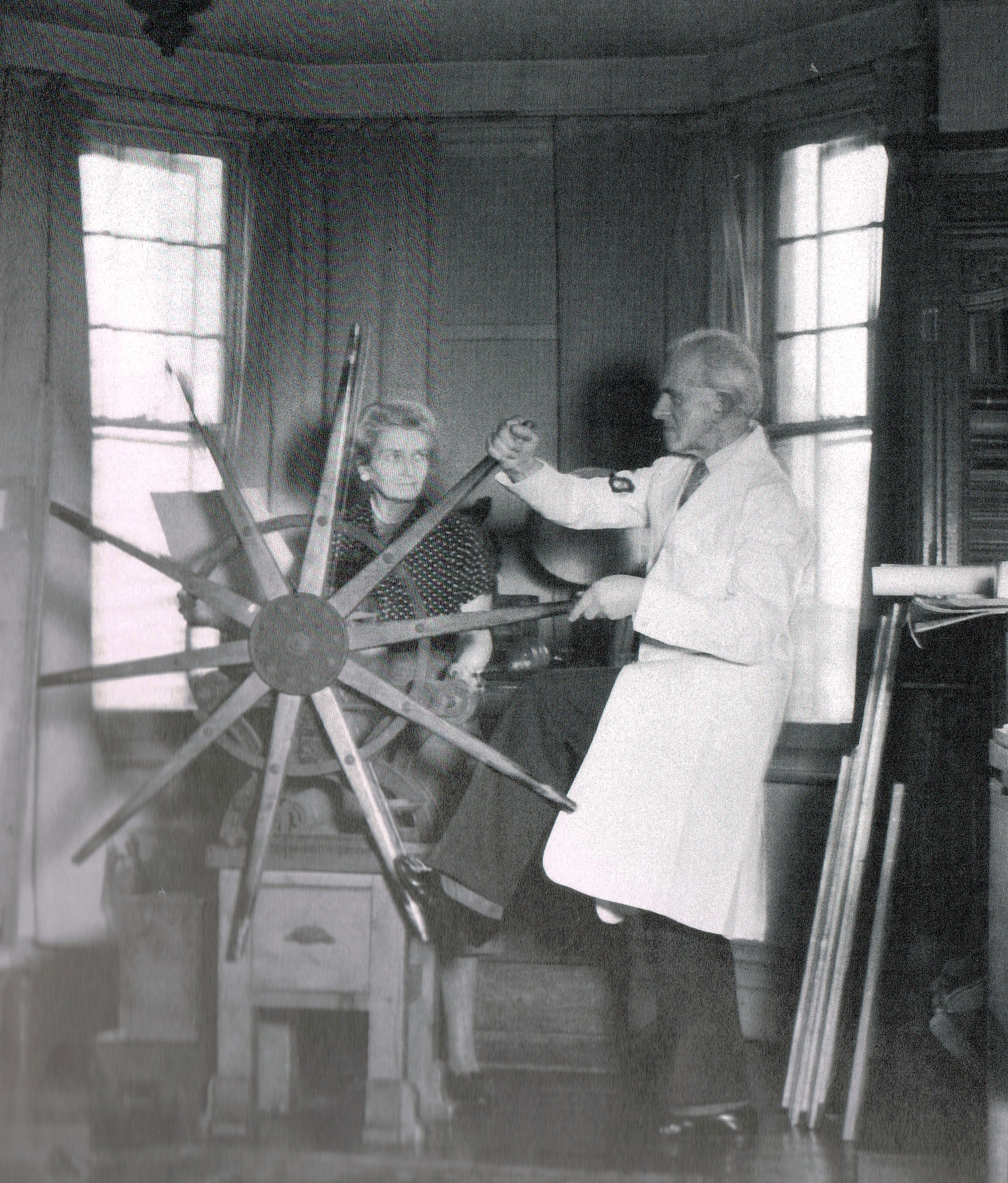
Impressão de Gabain e Copley em Hampstead. Coleção privada

Gabain tinha quatro irmãs e um irmão. Seu pai era francês e sua mãe, Bessie, nasceu na Escócia. Seu pai, Charles Edward Gabain, era um importador de café francês muito pobre e, quando se aposentou, mudou-se com a família para a Inglaterra, para a The Manor House, em Bushey, Hertfordshire. Gabain nasceu na França e viveu lá por mais de vinte anos. Quando ela se mudou para a Inglaterra, ela estava bem equipada. Ela conhecia o país e falava inglês fluentemente devido ao fato de, desde os quatorze anos, ter estudado na Wycombe Abbey School, em Buckinghamshire. A escola encorajou suas habilidades artísticas e a contratou para pintar um retrato da Srta. Ann Watt Whitelaw, a diretora da escola de 1911 a 1925.
Em 1902, Gabain estudou na Slade School of Fine Art em Londres antes de retornar à França em 1903 para estudar no Raphael Collin's Studio em Paris. De 1904 a 1906, ela estudou na Central School of Arts and Crafts de Londres. Lá, o artista Francis Ernest Jackson ensinou a Gabain a arte da litografia. A Central, que foi estabelecida em 1896 pelo Conselho do Condado de Londres, oferecia instrução nos ofícios que eram considerados mais artísticos — litografia sendo um deles. Gabain estava determinada a produzir suas próprias impressões litográficas e também se matriculou na Chelsea College of Arts por um tempo. Lá ela aprendeu como usar uma impressora. Gabain fez experiências com litografia colorida e decidiu que não era assim que ela queria trabalhar, então ela procurou produzir litografias em preto e branco brilhantes.

### Clube Senefelder
Em 1910, Gabain e seu futuro marido John Copley, junto com A.S. Hartrick e Joseph Pennell, estavam entre os membros fundadores do Clube Senefelder. Quando o clube realizou sua primeira exposição na Galeria Goupil em janeiro daquele ano, seis litografias de Gabain foram incluídas. Em 1927, os membros do clube expuseram na Exposição de Gravuras Britânicas Modernas — realizada no Pavillon de Marsan, uma ala do Louvre. Em 1929, ela participou da exposição de Arte Britânica na Suécia.
Gabain e Copley se casaram em 1913 e viveram em Longfield, Kent por um tempo. O casal e seus dois filhos, Christopher e o ator Peter Copley, se mudaram para 10 Hampstead Square, NW3, em Hampstead, onde Gabain tinha seu estúdio no último andar e Copley tinha uma prensa na qual trabalhavam juntos. Em 1925, Copley estava tão doente que foi decidido que a família deveria deixar a Inglaterra e viver em Alassio, Itália. Durante os dois anos e meio em que lá estiveram, Gabain pintou paisagens e deu aulas de arte e palestras públicas na Alassio English School.

### Imagens melancólicas

Carmen como A Pequena Noiva. Galeria de Arte de Manchester

Enquanto morava e trabalhava em Paris, Gabain começou a trabalhar em um tema centrado em 'jovens mulheres melancólicas'. Ela produziu inúmeras imagens litográficas de uma jovem solitária. Gabain revisitou esse tema mais tarde em sua carreira e produziu várias imagens diferentes de uma jovem noiva triste. Ela sempre usou sua modelo favorita, Carmen Watson, nessas representações. Na época em que Carmen se casou, em 1940, ela já havia posado mais de sessenta vezes para Gabain. Foi por meio de uma imagem anterior, O Anágua Listrado, que ela conheceu o Harold Wright da P. & D. Colnaghi & Co., a mais antiga galeria de arte comercial do mundo. Ele viu a litografia de Gabain e a contatou para perguntar se a galeria poderia se tornar seus editores. Isso levou a uma amizade para toda a vida.
O tema melancólico continuou com imagens centradas em Pierrot e Colombina. Pierrot foi baseado no personagem interpretado por Jean-Gaspard Deburau, uma pessoa comovente, apaixonada e trágica que interpreta o papel de um palhaço triste perdidamente apaixonado por Colombina, uma bela e jovem dançarina de balé. Gabain amava o balé e produziu uma série de jovens bailarinas em diferentes mídias.

### Livros
Em 1922, o monsieur Edmond Paix, um colecionador francês, encomendou uma edição especial de 495 cópias de Jane Eyre ao editor Monsieur Leon Piton de Paris. Ele tinha visto uma das litografias das mulheres solitárias de Gabain, O Anágua Listrado, e a encarregou de produzir 22 litografias para sua edição, incluindo uma aparição fantasmagórica de Jane Eyre.
Em 1924, Gabain recebeu uma encomenda de nove litografias para o The Warden de Anthony Trollope, que foram publicadas por Elkin Mathews and Marrot Ltd., em 1926.

### Pinturas a óleo
Por questões financeiras e devido à queda do mercado gráfico, Gabain passou a pintar a óleo. Ela enviou sua primeira pintura a óleo, Zinnias, para a Academia Real Inglesa em 1927, onde foi bem recebida. Ela também pintou uma série de paisagens a óleo e retratos teatrais de atrizes conhecidas em seus personagens. Entre elas estavam Peggy Ashcroft, Edith Evans, Adelaide Stanley, Flora Robson e Lilian Baylis. Em 1932 ela foi eleita para a Royal Society of British Artists e para o Royal Institute of Oil Painters no ano seguinte. Também em 1933, seu retrato de Robson, Flora Robson como Lady Audley, foi premiado com a medalha De Laszlo Silver pela Royal Society of British Artists. Gabain expôs suas obras tanto para a Artists 'International Association quanto para o New English Art Club e, para uma renda extra, às vezes dava aulas sobre história da arte. Em 1940, ela foi eleita Presidente da Sociedade de Mulheres Artistas.

### Segunda Guerra Mundial

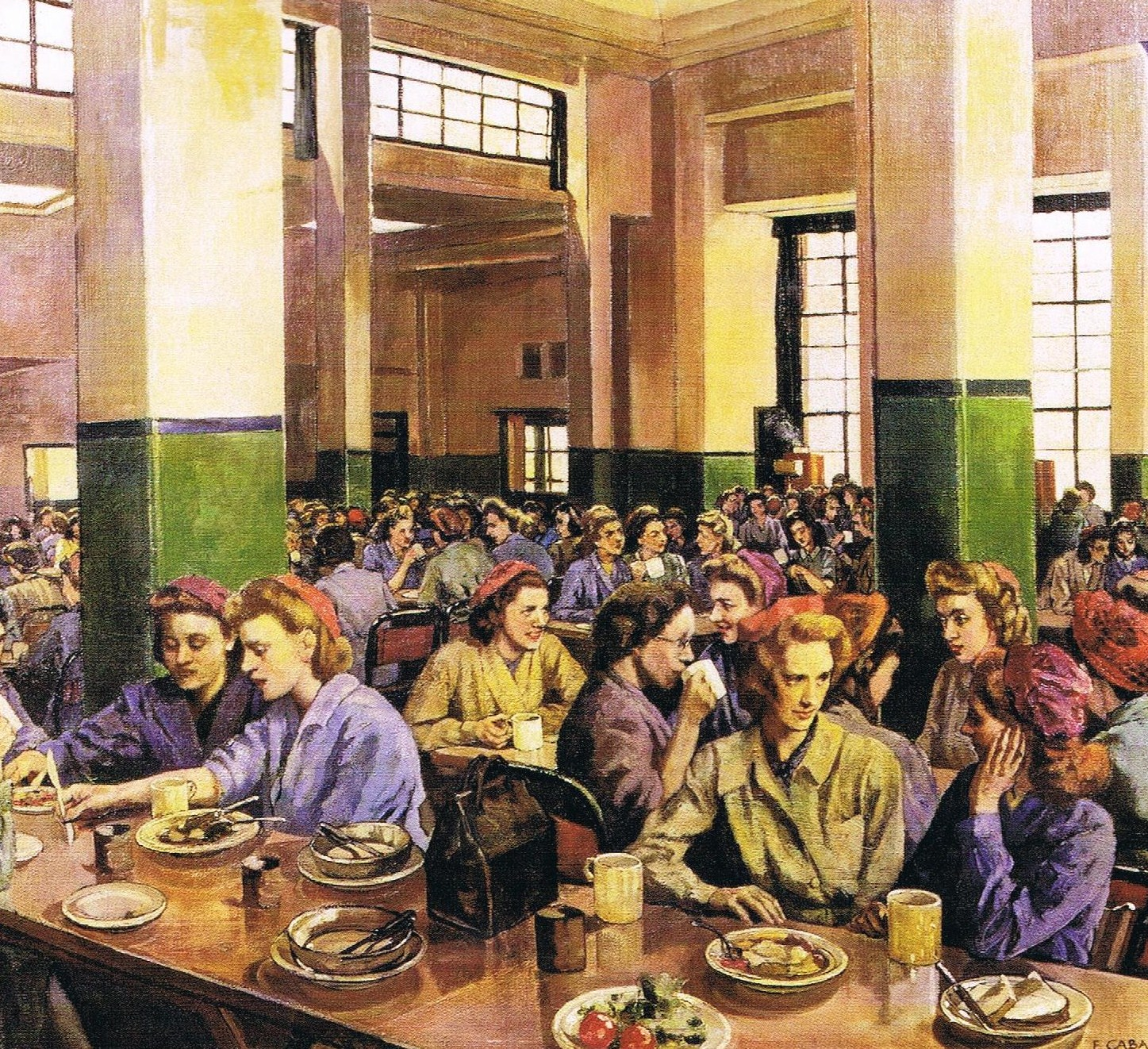
Mulheres Trabalhadoras na Cantina. Grosvenor Museum, Chester

Em abril de 1940, Gabain foi contratado pelo War Artists' Advisory Committee (WAAC), para produzir quatro litografias de membros dos Women's Voluntary Services e quatro sobre o tópico de crianças sendo evacuadas de Londres e outras cidades. Gabain, na verdade, ofereceu ao WAAC treze litografias para esta comissão, mas eles aceitaram apenas as oito originais encomendadas. O WAAC publicou estes como dois conjuntos de litografias, Crianças em Tempo de Guerra com cinco imagens e Trabalho de Mulheres na Guerra além dos Serviços, que tinha seis imagens. No total, a WAAC adquiriu 38 obras de Gabain durante a Segunda Guerra Mundial. Para estas comissões, Gabain, embora muitas vezes com problemas de saúde, viajou por toda a Grã-Bretanha. Ela foi para as Terras Altas da Escócia para registrar o trabalho de mulheres lenhadoras, conhecidas como "lumberjills", em um acampamento do Women's Land Army em Banffshire e para Devon para retratar crianças evacuadas de Londres. Ao longo da guerra, Gabain registrou mulheres trabalhando no que, em tempos de paz, eram tradicionalmente ofícios masculinos. Além de trabalhadoras de resgate marinho, operárias de fábrica, guardas do Air Raid Precautions e operárias de ataque aéreo, Gabain produziu um retrato da Capitã Pauline Gower, do Air Transport Auxiliary. Em 1945, ela produziu uma série de retratos que incluía Barbara Ward e Caroline Haslett.
As comissões do WAAC de Gabain permitiram-lhe explorar o seu interesse nas técnicas médicas inovadoras que estavam sendo desenvolvidas durante a guerra. Em 1944, além de retratar  Alexander Fleming trabalhando no laboratório onde havia descoberto a penicilina, Gabain também registrou, em Uma Criança Vítima de Bomba Recebendo Tratamento com Penicilina, uma jovem sendo tratada com a droga. Ela registrou tratamentos pioneiros de vítimas de queimaduras, incluindo a introdução de um novo método de irrigação contínua.

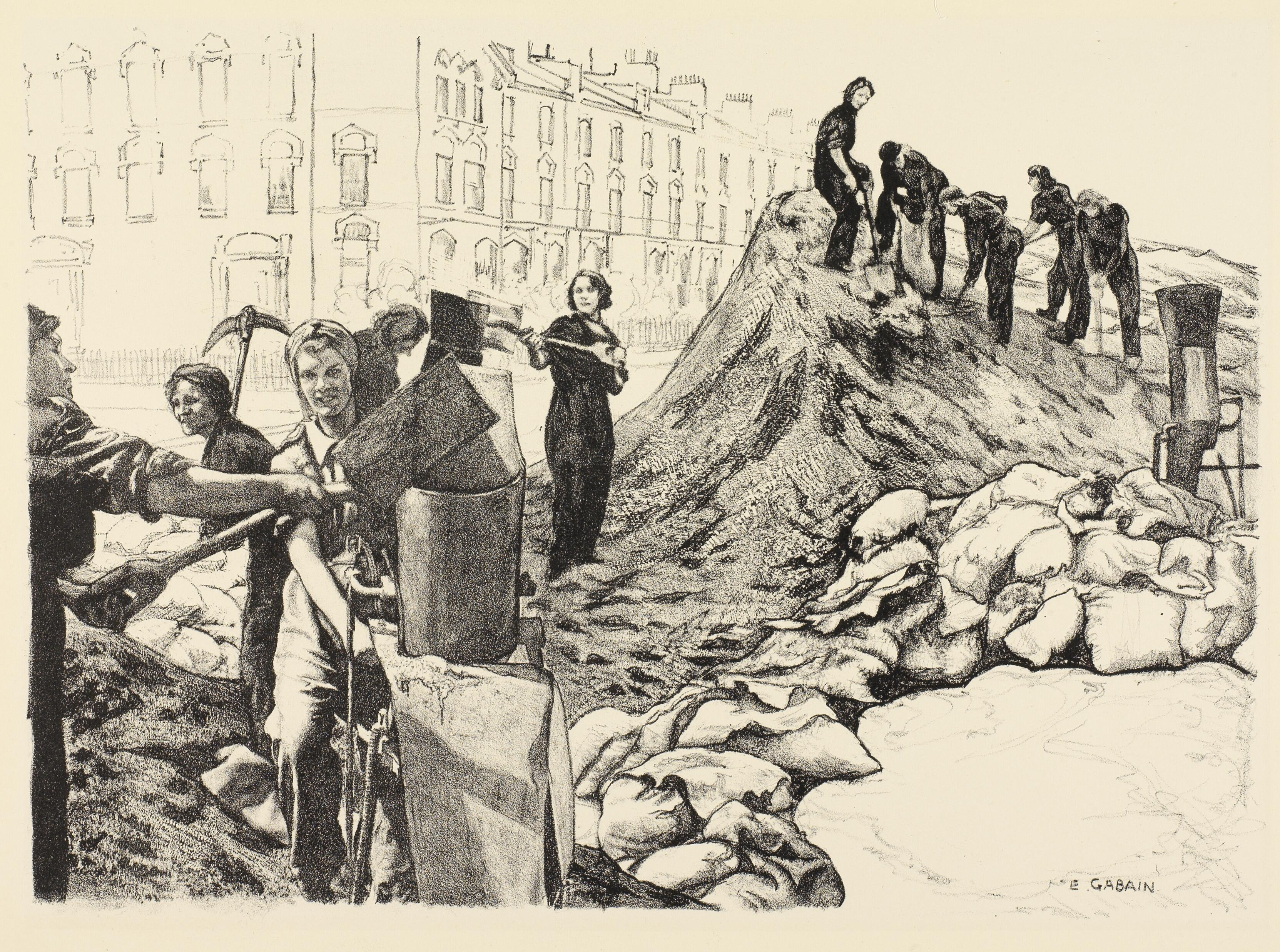
O Conselho Municipal de Islington contratou mulheres para essa tarefa árdua

Várias empresas industriais encomendaram obras de Gabain. Williams and Williams e Reliance Works em Chester contrataram Gabain para produzir uma série de litografias e pinturas a óleo. Um pintura mostra Mulheres Trabalhadoras na Cantina em Williams e Williams. Suas obras foram apresentadas por Lawrence Haward, curador da The City Art Gallery, hoje Galeria de Arte de Manchester. Gabain recebeu duas encomendas de Ferranti Hollinwood - Trabalhando nos Tubos de Raios Catódicos e Um Girocompasso; uma da Richard Haworth & Co. Ltd. em Salford – O Tecelão; e uma da British Cotton Industry Research Association - The Shirley Institute of Cotton Research.

### Vida posterior
Em 1939, Gabain adoeceu gravemente e, embora tenha se recuperado um pouco, sua saúde continuou ruim. Posteriormente, ela sofreu de artrite e também perdeu um rim, mas continuou a pintar e expor suas obras até seus últimos meses. Seu trabalho também fez parte do evento de pintura da competição de arte nos Jogos Olímpicos de Verão de 1948. Gabain morreu em 30 de janeiro de 1950 em sua casa em Londres. Depois de sua morte, seu marido, John, organizou uma exposição em memória de suas pinturas e litografias na Royal Society of British Artists, Suffolk Street, Londres.

## Filiações
Gabain era membro ou afiliada às seguintes organizações:
- 1909: Membro fundador do Clube Senelfeder,
- 1925: Membro da Society of Graphic Art,
- 1932: Membro da Royal Society of British Artists,
- 1933: Membro do Royal Institute of Oil Painters,
- 1934: Vice-presidente da Sociedade de Mulheres Artistas,
- 1940: Presidente da Sociedade de Mulheres Artistas.

## Galeria

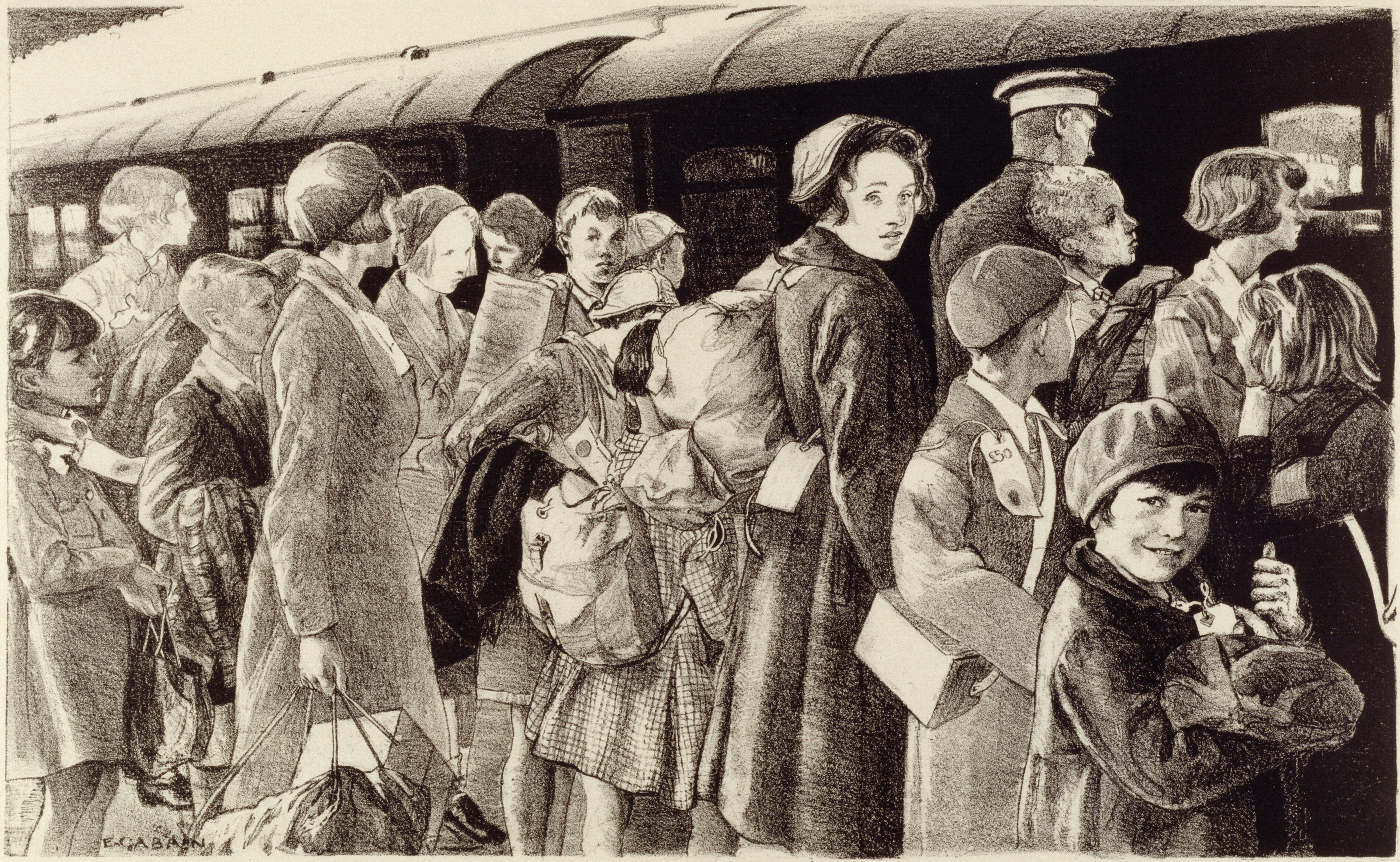
A Evacuação das Crianças de Southend, Domingo, 2 de junho de 1940 (1940)
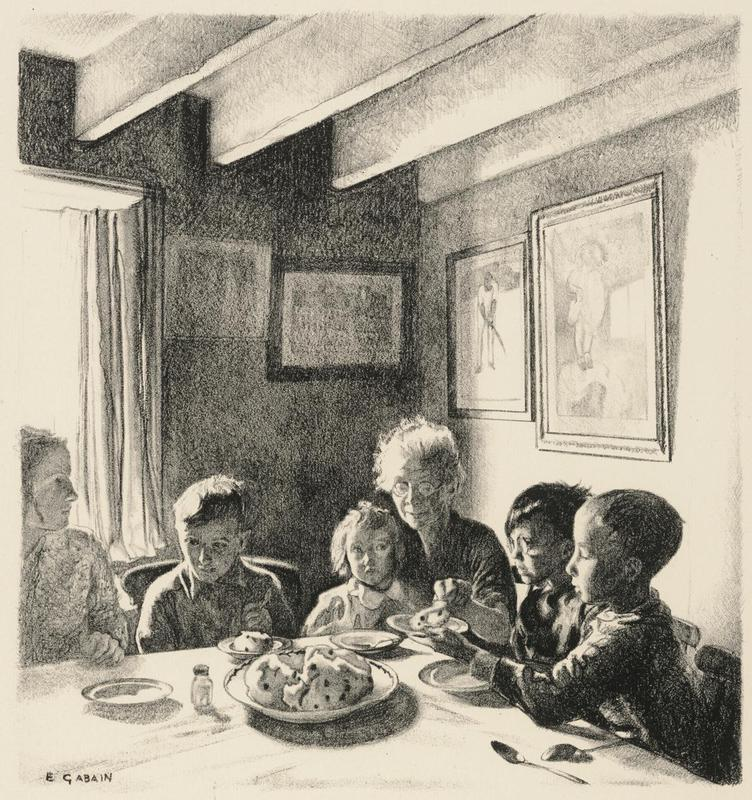
Evacuados em uma casa de campo em Cookham (1940)
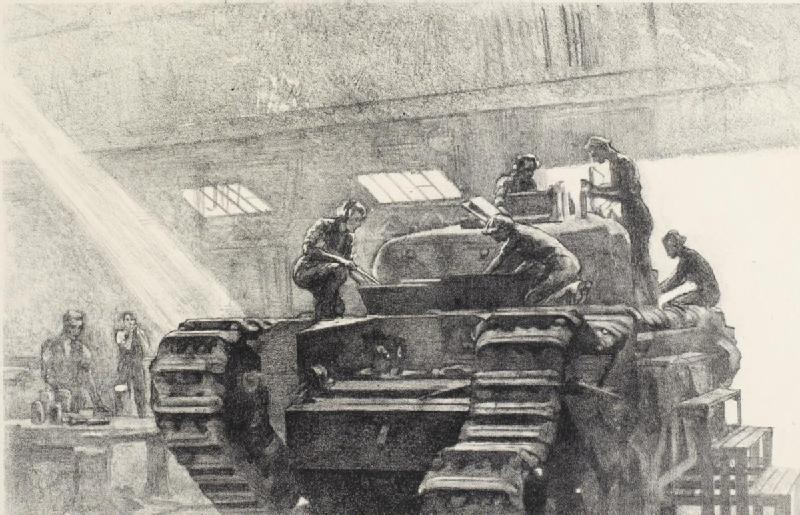
Cinco mulheres trabalham em um tanque Churchill (1941)
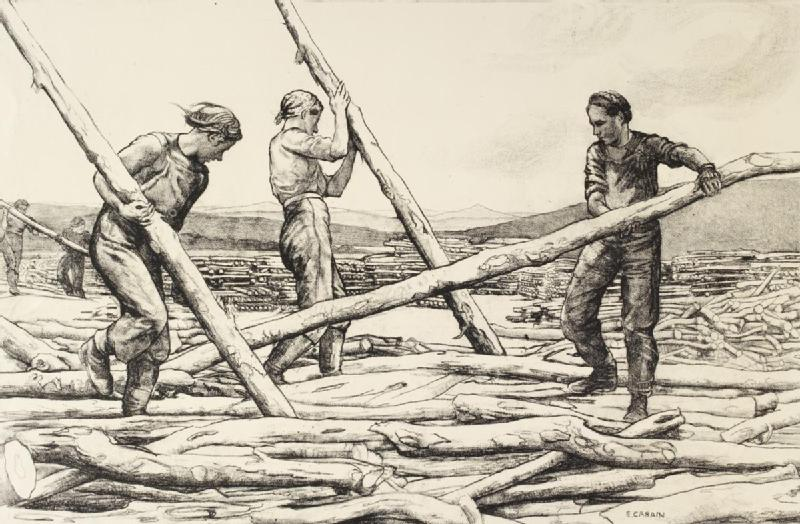
Mulheres lenhadoras no acampamento de Pityoulish (1941)
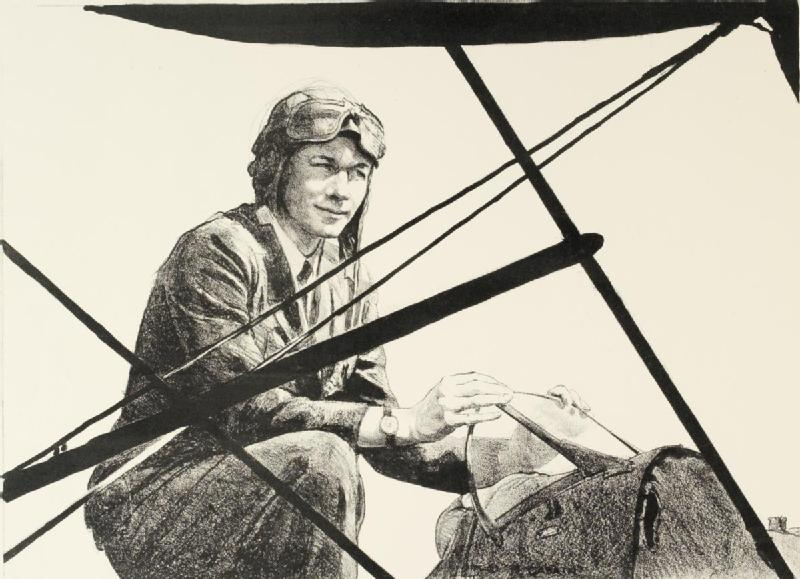
Capitã Pauline Gower do Women's Air Transport Auxiliary (1941)
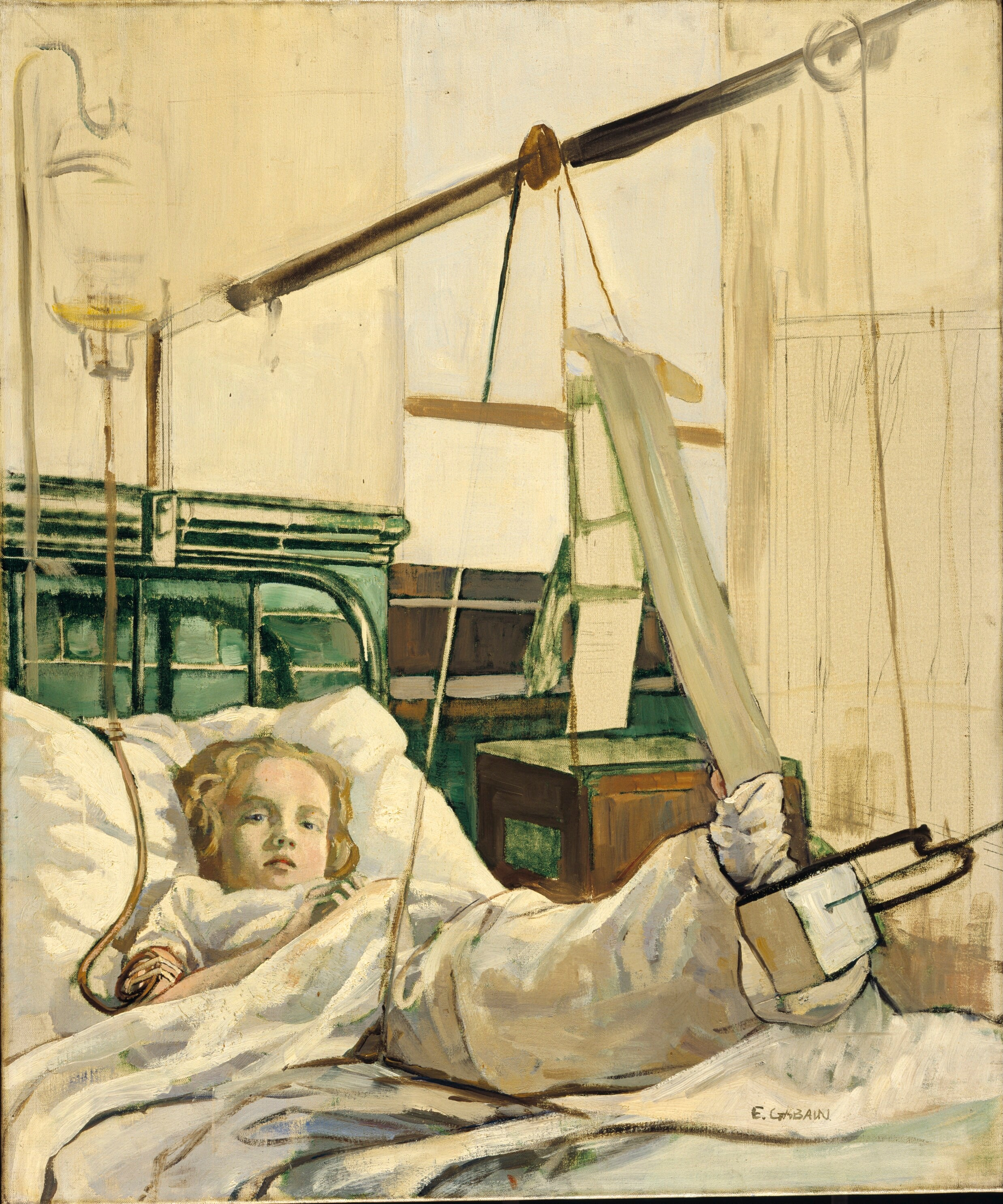
Uma Criança Vítima de Bomba Recebendo Tratamento com Penicilina (1944)
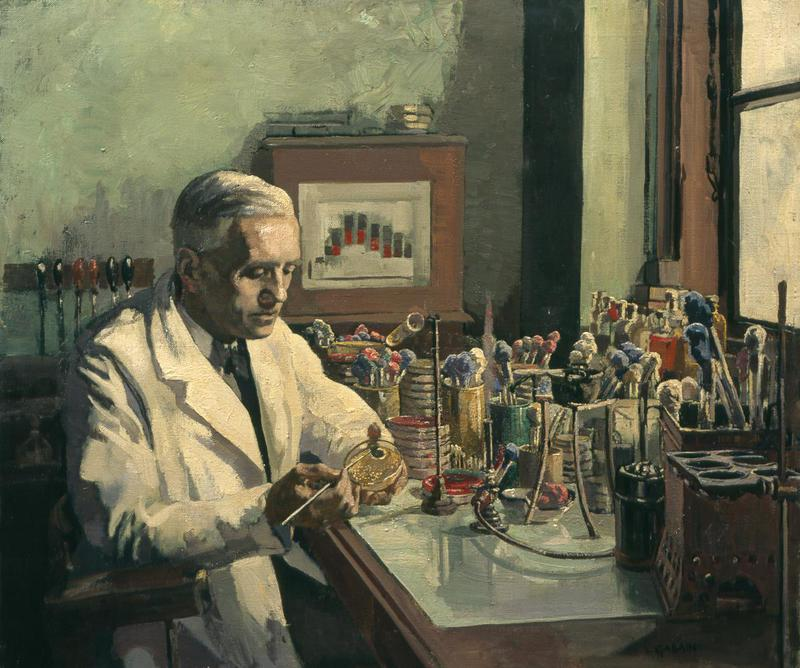
Sir Alexander Fleming, FRS, O Descobridor da Penicilina (1944)